# Postawy propozycjonalne
Postawa propozycjonalna (ang. propositional attitude, także nastawienie sądzeniowe) – w filozofii umysłu termin, który określa stan mentalny podmiotu względem pewnej „propozycji” (ang. proposition - sąd, zdanie twierdzące). Według teorii postaw propozycjonalnych, każdy intencjonalny stan mentalny może być opisany jako postawa propozycjonalna, tj. może być opisany jako relacja pewnego podmiotu i pewnego sądu na temat świata .
Treści postaw propozycjonalnych (czyli odpowiednie propozycje) są prawdziwe lub fałszywe, ale same te postawy – nie są. Są one związane z tym, jak ludzki umysł podchodzi do danego sądu. Często uważa się, że postawy propozycjonalne są elementarnymi jednostkami myśli.
Podmiot może mieć różne postawy propozycjonalne względem tej samej propozycji (np. „S uważa, że jej lody są zimne” oraz „S cieszy się, że jej lody są zimne”) – ta sama propozycja („Lody są zimne”) raz występuje jako treść (emocjonalnie neutralnego) sądzenia – „S uważa, że...” – a innym razem z elementem radości z tego stanu rzeczy („S cieszy się, że...”).